# Lucien Gillen
Lucien „Lull” Gillen (ur. 7 października 1928 w Luksemburgu, zm. 11 sierpnia 2010 tamże) – luksemburski kolarz torowy i szosowy, trzykrotny medalista torowych mistrzostw świata.

## Kariera
Pierwszy sukces w karierze Lucien Gillen osiągnął w 1949 roku, kiedy zdobył srebrny medal w indywidualnym wyścigu na dochodzenie zawodowców podczas torowych mistrzostw świata w Kopenhadze. W zawodach tych wyprzedził go jedynie Włoch Fausto Coppi, a trzecie miejsce zajął Wim van Est z Holandii. Na rozgrywanych trzy lata później mistrzostwach świata w Paryżu był trzeci indywidualnie, za Sydneyem Pattersonem z Australii i Włochem Antonio Bevilacquą. W swej koronnej konkurencji zdobył jeszcze jeden brązowy medal – podczas mistrzostw świata w Kolonii w 1954 roku, gdzie uległ tylko Włochowi Guido Messinie i Hugo Kobletowi ze Szwajcarii. Ponadto wielokrotnie zdobywał medale torowych mistrzostw Luksemburga, a w 1948 roku zdobył również brązowy medal w szosowym wyścigu ze startu wspólnego. Startował również w wyścigach szosowych, wygrywając między innymi Tour de Picardie w 1955 roku.